# Cir Chorev
Cir Chorev (hebrejsky: ציר חורב) je část města Haifa v Izraeli. Tvoří podčást 9. městské čtvrti Ramot ha-Karmel.
Jde o územní jednotku vytvořenou pro administrativní, demografické a statistické účely. Zahrnuje střední část čtvrti Ramot ha-Karmel, ležící na sídelních terasách v pohoří Karmel, oddělených četnými zalesněnými údolími, jimiž protékají sezónní toky (vádí). Nacházejí se tu obytné okrsky Ramat Eškol, Ramat Begin a Giv'at Downes.
Populace je židovská, bez arabského prvku. Rozkládá se na ploše 2,88 kilometru čtverečního. V roce 2008 zde žilo 14 750 lidí, z toho 14 350 židů.